# Vincenzo Renieri
Vincenzo Renieri, auch Vincenzio Reinieri oder Vincentino Reiner (* 30. März 1606 in Genua; † 5. November 1647) war ein italienischer Mathematiker und Astronom. Er war Freund und Schüler von Galileo Galilei.

## Leben
Renieri war Mitglied der Olivetaner, die ihn 1623 nach Rom schickten. Ab 1636 unterrichtete er privat Mathematik und Astronomie in Genua, wo der Patriziersohn Daniele Spinola zu seinen Schülern zählte. Renieri traf Galilei nach dessen Prozess 1633 in Siena und später in dessen Heim in Arcetri bei Florenz, wo er unter Hausarrest stand. Er wurde dessen Anhänger und war auch mit dem Galilei-Schüler Vincenzo Viviani befreundet. Im Auftrag von Galilei verbesserte er die astronomischen Tafeln der Jupitermonde aufgrund eigener Beobachtungen. Galilei hinterließ ihm auch all seine eigenen Beobachtungen und Berechnungen dazu bei seinem Tod. Reineri veröffentlichte 1639 Tafeln der Jupitermonde. Die Vorhersage der Bewegung der Jupitermonde hatte (wie Galilei fand) potentielle Anwendungen auf eines der größten ungelösten Probleme der damaligen Zeit, die Bestimmung des Längengrads auf See (siehe Längenproblem). Die meisten seiner nachgelassenen Aufzeichnungen und Briefe verschwanden bald nach seinem Tod einschließlich derjenigen Galileis, die in seinem Besitz waren (sie wurden gestohlen).
Renieri wurde Mathematikprofessor an der Universität Pisa als Nachfolger von Dino Peri. Er unterrichtete auch Griechisch. Sein eigener Nachfolger wurde Famiano Michelini.
Nach ihm ist der Mondkrater Reiner und Reiner Gamma auf dem Mond benannt.

## Schriften
- Expugnata Hierusalem, poema, Macerata: Petrum Salvionum, 1628
- Tabulae mediceae secundorum mobilium universales quibus per unicum prosthaphaereseon orbis canonem planetarum calculus exhibetur. Non solum tychonicè iuxta Rudolphinas Danicas & Lansbergianas, sed etiam iuxta Prutenicas Alphonsinas & Ptolemaicas, Florenz: Amatoris Massae & Laurentij de Landis, 1639
- Tabulæ motuum cælestium universales: serenissimi magni ducis etruriæ Ferdinandi II. auspicijs primo editæ, & Mediceæ nuncupati, nunc vero auctæ, recognitæ, atque... Bernardini Fernandez de Velasco... iussu, ac sumptibus recusæ..., Florenz: Amatoris Massæ Foroliuien, 1647